# Shomin Sample
Shomin Sample (яп. 庶民サンプル Shomin Sanpuru), полное название Shomin Sample: Я был похищен элитной школой для девочек как образец простолюдина (яп. 俺がお嬢様学校に「庶民サンプル」として拉致られた件 Ore ga Ojōsama Gakkō ni "Shomin Sanpuru" Toshite Rachirareta Ken) — японская серия ранобэ написанная Такафуми Нанацуки. Она была опубликована в Ichijinsha с декабря 2011 года. Было опубликовано одиннадцать томов. Адаптация манги начала выходить в журнале Comic Rex в июле 2012 года. Радиопостановка (Drama CD) вышла 20 февраля 2013 года. Сериал рассказывает о Кимито Кагурадзака, обычном ученике средней школы, похищенной некой организацией и вынужденный поступить в элитную частную академию для девушек.
Аниме-сенриал был создан студией Silver Link и транслировалось с октября по декабрь 2015 года. Английская версия сериала была создана Crunchyroll для домашнего и стримингового просмотра.

## Сюжет
Кимито Кагурадзака — обычный старшеклассник. Однажды его против его воли зачисляют в элитную школу, где благородные ученицы отрезаны от остального мира, чтобы сохранить свою невинность. Однако такая глубокая изоляция приводит к тому, что многие выпускницы школы не могут справиться с внешним миром. Чтобы справиться с этой проблемой, школа решила похитить простолюдина мужского пола, надеясь, что его влияние «простого человека» станет мягким способом познакомить девушек с реалиями жизни за пределами школы. К несчастью для Кимито, школа рассматривала его в качестве кандидата для этого проекта только потому, что считала его гомосексуалистом с фетишем на мускулы. Поэтому школа пришла к выводу, что Кимито не представляет угрозы для целомудрия невинных девочек. Узнав, что в случае подтверждения обратного ему грозит либо кастрация, либо изгнание, он не оставляет иного выбора, кроме как сотрудничать. Вскоре после зачисления в школу у него происходит судьбоносная встреча с Айка Тэнкубаши. Она студентка, которая попеременно может быть застенчивой, упрямой и претенциозной. Она также невинно очарована внешним миром.

## Персонажи
Кимито Кагуразака (яп. 神楽坂 公人 Kagurazaka Kimito)
Сэйю: Кайто Исикава (Drama CD), Ацуси Тамару (аниме) (японский), Даллас Рейд (английский)
Обычный школьнык, который был вынужден поступить в частную школу после того, как его похитили. Кимито сразу же замечает, насколько девушки оторваны от внешнего мира. Его первая неформальная речь на церемонии вручения дипломов приводит их в замешательство. Впервые увидев мобильный телефон, девушки взволнованы гораздо больше, чем следовало бы. Кимито неравнодушен к бедрам девушек. Чтобы защитить гордость и целомудрие девочек, персонал школы ложно объявил, что он гомосексуалист с фетишем на мускулы. Чтобы сгладить напряжение, связанное с его ложной репутацией, его комната в школьном общежитии отремонтирована так, что выглядит точно так же, как его спальня в доме его семьи. Он с Айкой часто общается в своей комнате, где он с удовольствием подшучивает над ней, используя её склонность к притворству, а также её настоящую невинность.
Айка Тэнкубаши (яп. 天空橋 愛佳 Tenkūbashi Aika)
Сэйю: Асами Сэто (drama CD), Ю Сэридзава (аниме) (японский), Сара Виденхефт (английский)
Она по-детски наивна и стесняется общаться с другими. Это отдаляет её от остальных, хотя она и хочет быть популярной среди сверстников. Айка сильно увлечена внешним миром. Среди её интересов — играть в PSP, есть рамен и читать мангу. Она просит Кимито научить её быть простолюдинкой. Айка объявляет о создании Клуба простолюдинов с Кимито в качестве мастера. Похоже, она испытывает к Кимито чувства, выходящие за рамки отношений мастера и ученика. Однако во флешбэке из её детства показано, что мальчик (Кимито) однажды помог ей сбежать, чтобы увидеть прекрасные вещи, которые может предложить внешний мир. Когда семья Айки разоряется, её отчисляют из школы. К её удивлению, родители просят семью Кимито позволить им на время остаться в их отремонтированном доме. За короткое время пребывания во внешнем мире Кимито и Айка — сближаются, а затем отец Айки становится председателем совета директоров другой компании, что позволяет ей вернуться обратно в школу.
Арисугава Рэйко (яп. 有栖川 麗子 Arisugawa Reiko)
Сэйю: Аи Каяно (drama CD), Рика Татибана (аниме) (японский), Микаела Крантц (английский)
Рэйко считается самой невинной, вежливой и жизнерадостной девочкой в школе. Благодаря его искренним попыткам помочь ей и другим девочкам освоить Путь простолюдина, она вскоре влюбилась и полюбила Кимито. Она всегда настроена позитивно, хотя обладает ужасным певческим голосом. Однако её характер резко меняется, когда она об идее Айки помочь ей помириться с друзьями и одноклассниками после нехарактерной для неё вспышки. Она не может принять неожиданную помощь Айки и горько осуждает её за жалостливый поступок. В итоге ситуация разрешается положительно. В свою очередь, это порождает соперничество за расположение Кимито. Рэйко вступает в Клуб простолюдинов, чтобы оставаться рядом с Кимито и не мешать ухаживаниям других девушек. В лайт-новелле они с Кимито женятся.
Хакуа Шиодомэ (яп. 汐留 白亜 Shiodome Hakua)
Сэйю: Рина Хидака (drama CD), Юки Кувахара (аниме) (японский), Дженни Тирадо (английский)
Хакуа — невысокая, немногословная и очень юная девочка-вундеркинд, которая была очень асоциальной, пока не привязалась к Кимито, что очень шокировало её служанок. Из-за её детской внешности Хакуа часто принимают за ученицу начальной школы, однако на самом деле ей 14 лет. Хакуа — гений в области инженерии, математики и естественных наук. Иногда она впадает в странные оцепенения и в такие моменты, к ужасу друзей, снимает с себя одежду, когда пишет. Новые уравнения она привычно записывает на любой удобной поверхности, в частности — стенах. Служанки Хакуа фотографируют и документируют все её работы, ведь её интеллект может привести ко многим открытиям в области науки и математики. Её семья владеет компанией по производству сотовых телефонов. Служанки Хакуа стараются создать интимные моменты, когда находится с Кимито вместе. По возможности, Хакуа сидит на коленях у Кимито.
Карэн Джинрё (яп. 神領 可憐 Jinryō Karen)
Сэйю: Сатика Мисава (drama CD), Титосэ Моринага (аниме) (японский), Скайлер Девенпорт (английский)
Девушка из семьи самураев, которая носит с собой катану на территории школы. Её страх перед насекомыми заставляет её рефлекторно резать окружающих, несмотря на то, что их одежда часто становится главной жертвой. После того как Карен случайно терпит унизительное поражение от Кимито, она считает себя слабой и клянется держаться рядом с ним. Она твёрдо намерена убить его при каждом удобном случае. Как и Айка, она типичная цундэрэ (хотя и более агрессивная) и маскирует свои чувства к Кимито под напускное желание победить его. Она испытывает сексуальное влечение к Хакуа. Была ситуация, когда Карен почувствовала себя слишком взволнованной из-за того, что впервые проявила весь свой потенциал, вторгнувшись в свадебную церемонию Рэйко.
Миюки Куджо (яп. 九条 みゆき Kujō Miyuki)
Сэйю: Аой Юки (drama CD), Саори Ониси (аниме) (японский), Мэллори Родак (английский)
Старшая и личная горничная Кимито. Очень садистская особа, часто применяет жестокие наказания, когда Кимито совершает промахи, но при этом тайно целует его по утрам, чтобы разбудить. Миюки знает Кимито, потому что он поменялся местами с её старшим братом Ицуки (лицо которого похоже на лицо Кимито, но очень агрессивное), когда они были маленькими, чтобы постичь миры друг друга. Её влечёт к главному герою. Однако после обратного переключения у Кимито начинается страшная лихорадка, из-за которой он теряет память об этих событиях. Вскоре Кимито видит сны о своём прошлом и вспоминает Миюки, и она снова улыбается ему за долгое время.
Эри Ханаэ (яп. 花江 恵理 Hanae Eri)
Сэйю: Юми Хара (японский), Джад Сэкстон (английский)
Подруга детства Кимито, айдол и сэйю. По неизвестным причинам, она утверждает, что является его девушкой и расстроена его внезапным переездом из дома. В средней школе над ней издевались из-за её голоса, но Кимито сказал ей, что она может стать актрисой озвучивания. Из-за недопонимания она считает, что Кимито не ответит ей взаимностью, и поэтому без стыда говорит, что Кимито гомосексуалист, чтобы заполучить его, что непреднамеренно привело из-за чего его выбрали для поступления в частную школу. Позднее она становится второй простолюдинкой в рамках сделки после того, как нашла путь в эту школу в надежде вернуть Кимито.
Сакимори (яп. 崎守 Sakimori)
Сэйю: Аюми Фудзимура (японский), Сара Рэгсдэйл (английский)
Личная горничная Хакуа. Она также документирует всё, что пишет Хакуа. В отличие от других служанок, Сакимори не против оставить Хакуа под присмотром Кимито. В дополнительной главе Кимито мечтает жениться на Сакимори и родить дочь Юкари, которую взрослая Хакуа время от времени навещает, чтобы дать урок.
Саюри Кимачи (яп. 来待 早百合 Kimachi Sayuri)
Сэйю: Такако Хонда (японский), Хезер Уолкер (английский)
Директор Академии для девочек.
Сумирэ Кирю (яп. 霧生 菫 Kiryū Sumire)
Сэйю: Юки Канэко (японский), Доун М. Беннетт (английский)
Личная горничная Рейко.
Хоко Арисугава (яп. 有栖川 法子 Arisugawa Hōko)
Сэйю: Аюми Цунэмацу (японский), Коллин Клинкенберд (английский)
Мать Масаоми и Рэйко.
Масаоми Арисугава (яп. 有栖川正臣 Arisugawa Masaomi)
Сэйю: Косукэ Ториуми (японский), Остин Тиндл (английский)
Старший брат Рэйко, который очень опекает свою сестру, в результате чего у него возникает комплекс сестры. Он категорически против брака Рэйко по расчёту и обращается за помощью к Кимито.
Мибу Мая (яп. 壬生 マヤ Mibu Maya)
Сэйю: Сиори Сугиура (японский), Меган Шипман (английский)
Ещё один друг Рэйко.
Каэ Тоджо (яп. 東城 香絵 Tōjō Kae)
Сэйю: Юка Аисака (японский), Фелесиа Анджелл (английский)
Другой друг Рэйко.
Мисаки Ямада (яп. 山田 みさき Yamada Misaki)
Сэйю: Кая Окуно (японский), Брин Апприл (английский)
Она работает вместе с Эри в нескольких проектах.

## Медиа

### Печатные издания
Серия Shomin Sample сперва печаталась как лайт-роман, который был публиковала издательством Ichijinsha с 11 ноября 2011 по 20 июля 2016 год. Полное название — Shomin Sample: Я был похищен элитной школой для девочек как образец простолюдина (яп. 俺がお嬢様学校に「庶民サンプル」として拉致られた件 Ore ga Ojōsama Gakkō ni "Shomin Sanpuru" Toshite Rachirareta Ken), но название было сокращено до Shomin Sample. Одиннадцать томов и один том рассказов были выпущены под издательством Ichijinsha Bunko. Позднее серия была адаптирована в мангу, проиллюстрированную Рисумаитом, которая публиковалась в манга-журнале Comic Rex с 27 мая 27 2012 по 27  сентября 2018 год. Всего было напечатано пятнадцат танкобонов Ichijinsha. За рубежом манга была адаптирована компанией Seven Seas Entertainment 4 сентября 2015 года. Данная фирма издавала с 2016 по 2021 года томики на английском языке для распространения в Северной Америке. В дополнение к основной серии манги был выпущен короткий спинофф под названием Shomin Sample: Меня отчислили из элитной школы для девочек как примерную простушку также выходил в виде сериала в «Comic Rex». Два переплетенных тома были опубликованы Ichijinsha и были выпущены в период с января по июль 2016 года. В названии использован каламбур из слова «spinoff», где 拉致 ("похищенный") заменяется на スピンオフ ("supinofu"/"spunoff").

### Аниме
Сериал состоит из 12 эпизодов. Режиссёром выступил Масато Дзинбо, эпизоды созданы студией Silver Link. Эпизоды транслировались с 7 октября по 23 декабря 2015 года. Аниме-сериал был лицензирован в Северной Америке — Funimation, в Австралии — Madman Entertainment. 11 ноября 2015 года Funimation начала показ эпизодов на английском языке, как часть Broadcast Dubs initiative. Британская компания Anime Limited лицензировала сериал для компании Funimation в Великобритании и Ирландии.